# Ferrovia Pisa-Tirrenia-Livorno
La ferrovia Pisa-Tirrenia-Livorno, comunemente conosciuta come linea del trammino, era una linea ferroviaria italiana inaugurata nel 1932 e chiusa nel 1960.

## Storia

### Le origini e la costruzione

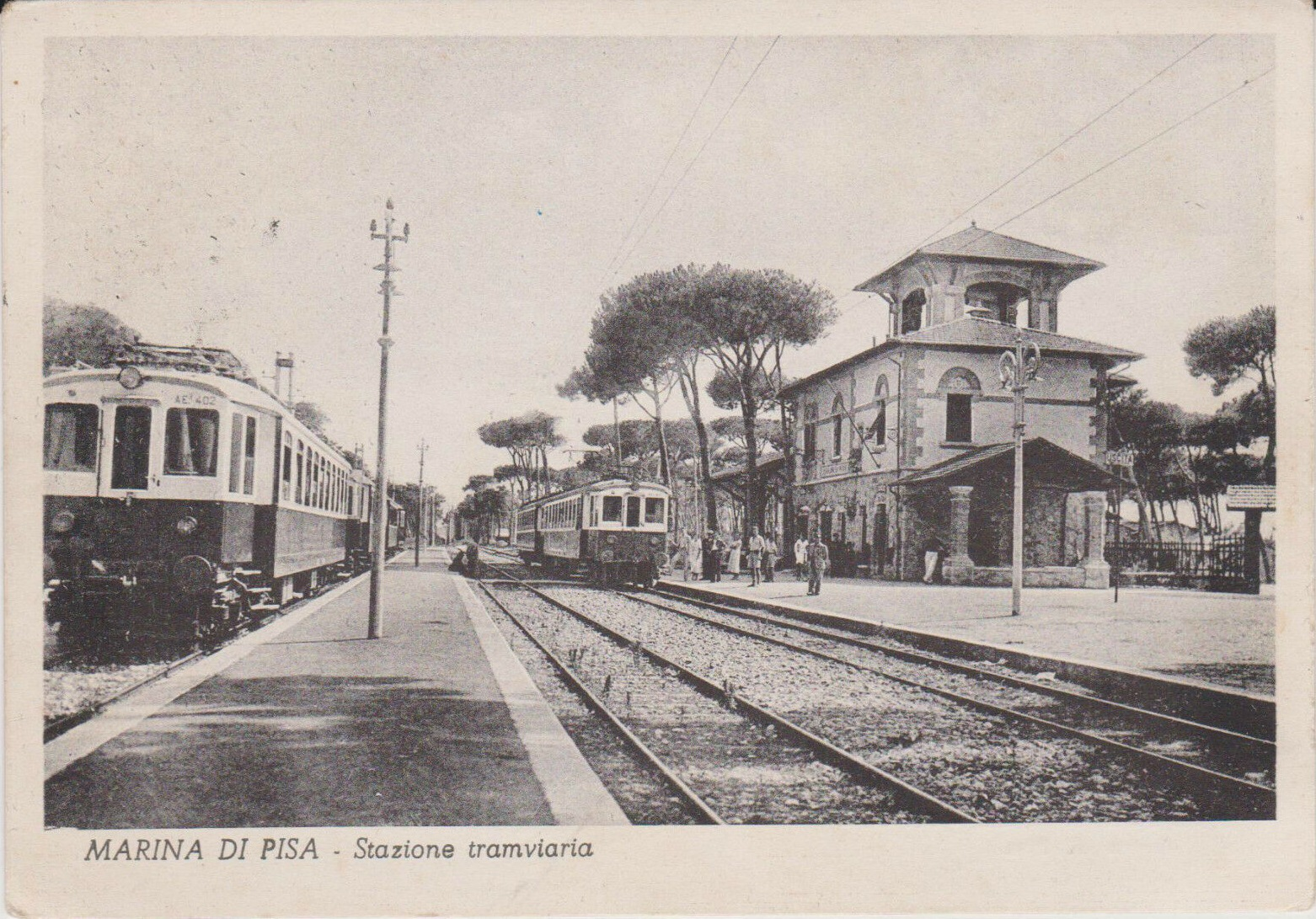
La stazione di Marina di Pisa in una cartolina d'epoca

Nel giugno 1892 fu aperta al servizio una linea tranviaria che collegava Pisa al suo litorale tirrenico presso la località di Marina di Pisa. Lunga circa 13 km, la linea fu pensata per prolungare la tranvia Pisa-Pontedera/Calci, che in quegli anni stava riscuotendo un notevole successo. Il repentino sviluppo turistico del litorale pisano spinse verso la sostituzione della tranvia con una più moderna ferrovia a trazione elettrica che proseguisse in direzione di Livorno: nel 1927 si costituì il Consorzio Ferrotramviario Pisa-Livorno tra i comuni di Pisa e Livorno e le rispettive province, con l'obiettivo di migliorare le vie di comunicazione tra i due capoluoghi di provincia, ritenute insufficienti.
Il progetto della linea ferroviaria fu redatto nel 1929 e prevedeva di ricalcare il percorso della tranvia fra Pisa e Marina di Pisa, per poi proseguire verso sud e attraversare i comuni di Tirrenia e Calambrone, prima di raggiungere Livorno. Stipulata la concessione della linea alla PCC (Società Italiana per le Ferrovie Economiche e Tramvie a Vapore della Provincia di Pisa), i lavori furono immediatamente avviati e portarono all'inaugurazione del tratto fra Pisa e Marina di Pisa il 21 settembre 1932. Il tratto Marina di Pisa-Calambrone, che portò la lunghezza complessiva della ferrovia a 21 km, fu aperto il successivo 16 novembre. I problemi finanziari in cui si venne a trovare la società costruttrice, nel frattempo divenuta STEFET (Società Trazione E Ferrovie Elettriche Toscane), vennero risolti grazie all'intervento dell'allora ministro delle Comunicazioni Costanzo Ciano, che permise così il prolungamento della ferrovia sino al capolinea di Livorno Barriera Margherita, di fronte all'Accademia Navale, inaugurato il 26 agosto 1935.

### Il successo

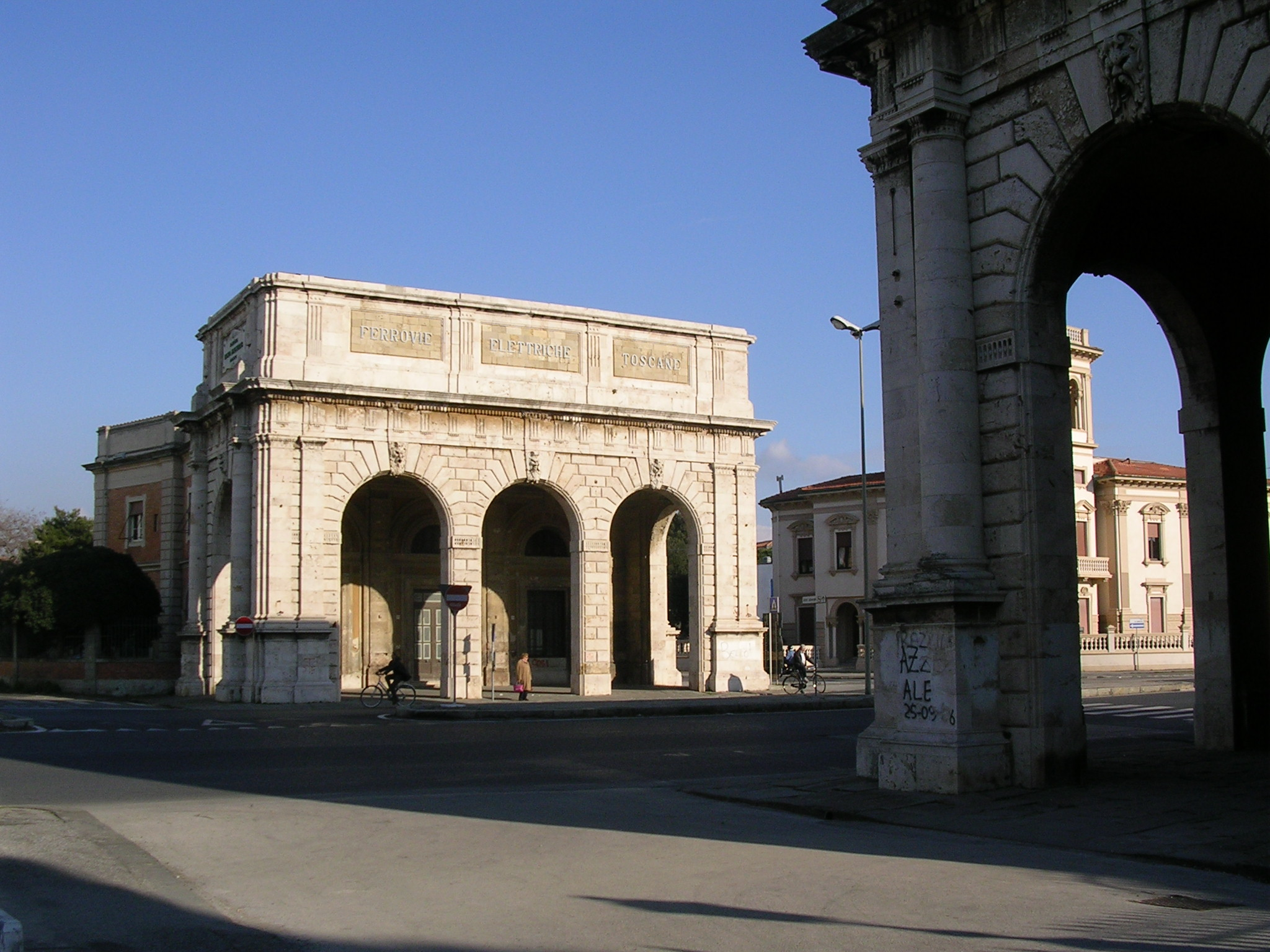
La stazione di Livorno Barriera Margherita

Il grande successo che la ferrovia ottenne non riuscì tuttavia a rimettere in sesto la situazione finanziaria della STEFET, compromessa dalla dispendiosa realizzazione della linea oltre che dalla necessità, non prevista, di effettuare diversi interventi atti a permettere il transito della ferrovia nell'abitato livornese. L'intervento di alcuni finanziatori legati alla società Ferrovie Torino Nord (FTN) scongiurò il fallimento della STEFET e garantì il proseguimento dell'esercizio sulla linea; con delibera dell'assemblea generale del 17 novembre 1936 la STEFET cambiò ragione sociale in SAIET (Società Anonima Imprese E Trasporti).
Costruita con criteri d'avanguardia per l'epoca, la ferrovia avrebbe potuto permettere un servizio cumulativo con le Ferrovie dello Stato, ma il progetto non ebbe seguito. Con il tempo l'importanza della ferrovia divenne sempre più evidente: il traffico passeggeri su di essa aumentò costantemente passando da 1 157 043 passeggeri trasportati nel 1936 a 3 721 635 passeggeri trasportati nel 1942, con forti punte nel periodo estivo stimate in oltre 1000 passeggeri all'ora movimentati da Pisa e Livorno verso le località balneari di Marina di Pisa, Tirrenia e Calambrone.

### Il periodo bellico

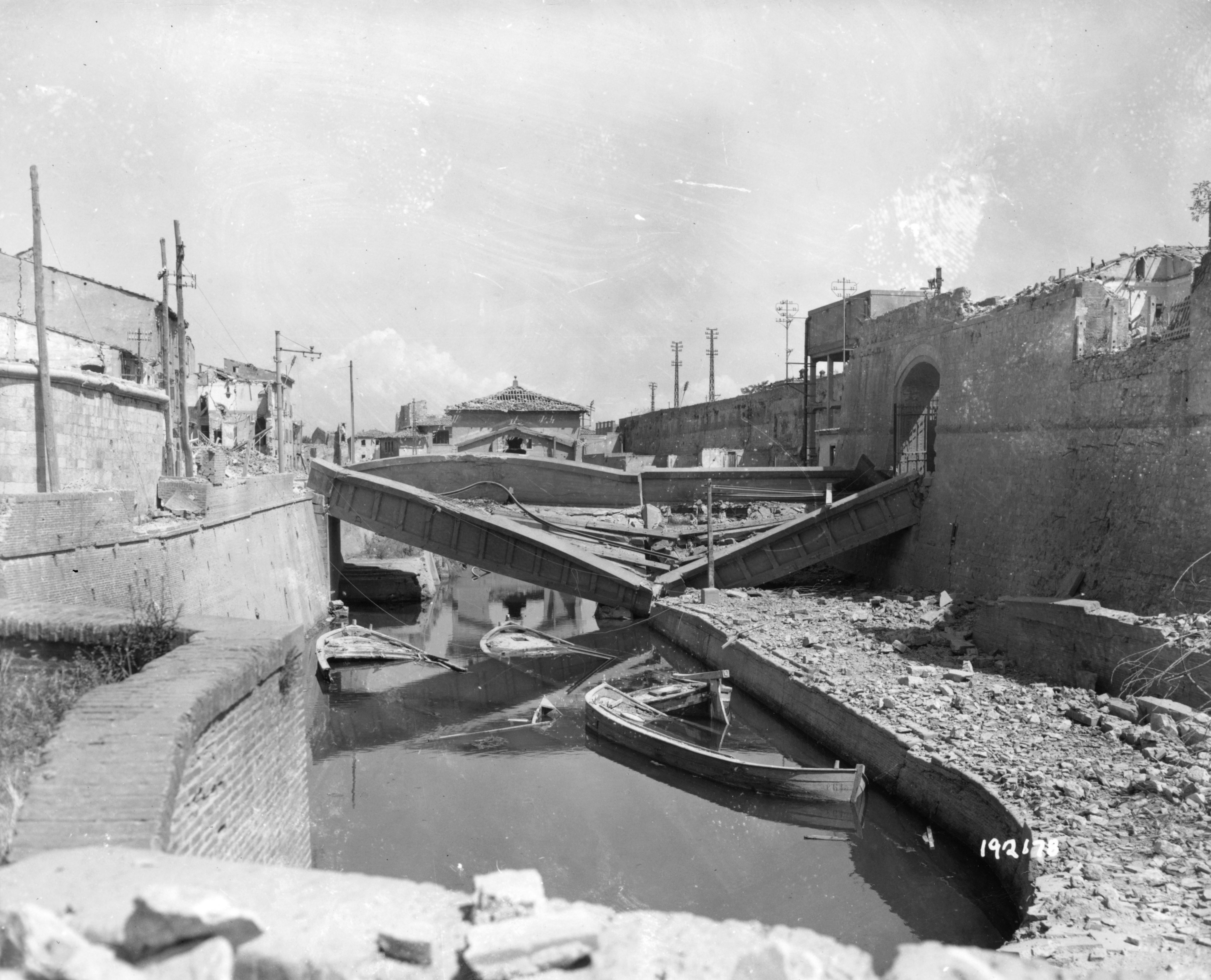
Ponte sul Canale dei Navicelli distrutto nel periodo della seconda guerra mondiale nel luglio 1944.

L'attività della linea proseguì senza intoppi fino al 1942, quando durante la seconda guerra mondiale i bombardamenti alleati nel territorio pisano danneggiarono gravemente la ferrovia sino a forzarne la chiusura il 31 agosto 1943. Al termine del conflitto erano stati distrutti gli scambi di molte stazioni oltre a gran parte dei caselli, il tracciato era stato minato in più punti e i ponti erano stati abbattuti. La ricostruzione della linea iniziò in ritardo a causa di nuovi problemi finanziari a carico della SAIET che, separatasi dalla FTN, era rimasta senza fondi. Il tratto di ferrovia tra Pisa e Marina di Pisa venne riaperto all'esercizio solo l'11 luglio 1946, in un primo momento esclusivamente con trazione a vapore o diesel.
I militari alleati avevano inoltre requisito il tratto di ferrovia tra Marina di Pisa e Calambrone, al fine di utilizzarlo durante l'allestimento della base militare statunitense di Camp Darby, nella Tenuta di Tombolo. Soltanto quando i militari abbandonarono la linea, nell'autunno del 1947, si poté procedere alla ricostruzione della ferrovia, permettendole di riallacciarsi a Calambrone. Nel gennaio 1948 fu ripristinata l'elettrificazione nella tratta Pisa-Marina di Pisa, estesa nell'estate fino a Calambrone.
La ricostruzione dell'ultimo tratto della linea, da Calambrone a Livorno Barriera Margherita, incontrò tuttavia non poche difficoltà, anche a causa dell'opposizione degli abitanti di Livorno, restii a far passare la ferrovia nel centro della città. Per ovviare al problema, fino al 1951 venne utilizzato un preesistente raccordo con la ferrovia Leopolda per attestare le corse nella stazione FS di Livorno Centrale. In seguito il collegamento con Livorno fu assicurato con un servizio di autobus che dalla stazione di Calambrone raggiungeva il centro cittadino e non più la stazione di Livorno Barriera Margherita.

### Il declino e la chiusura

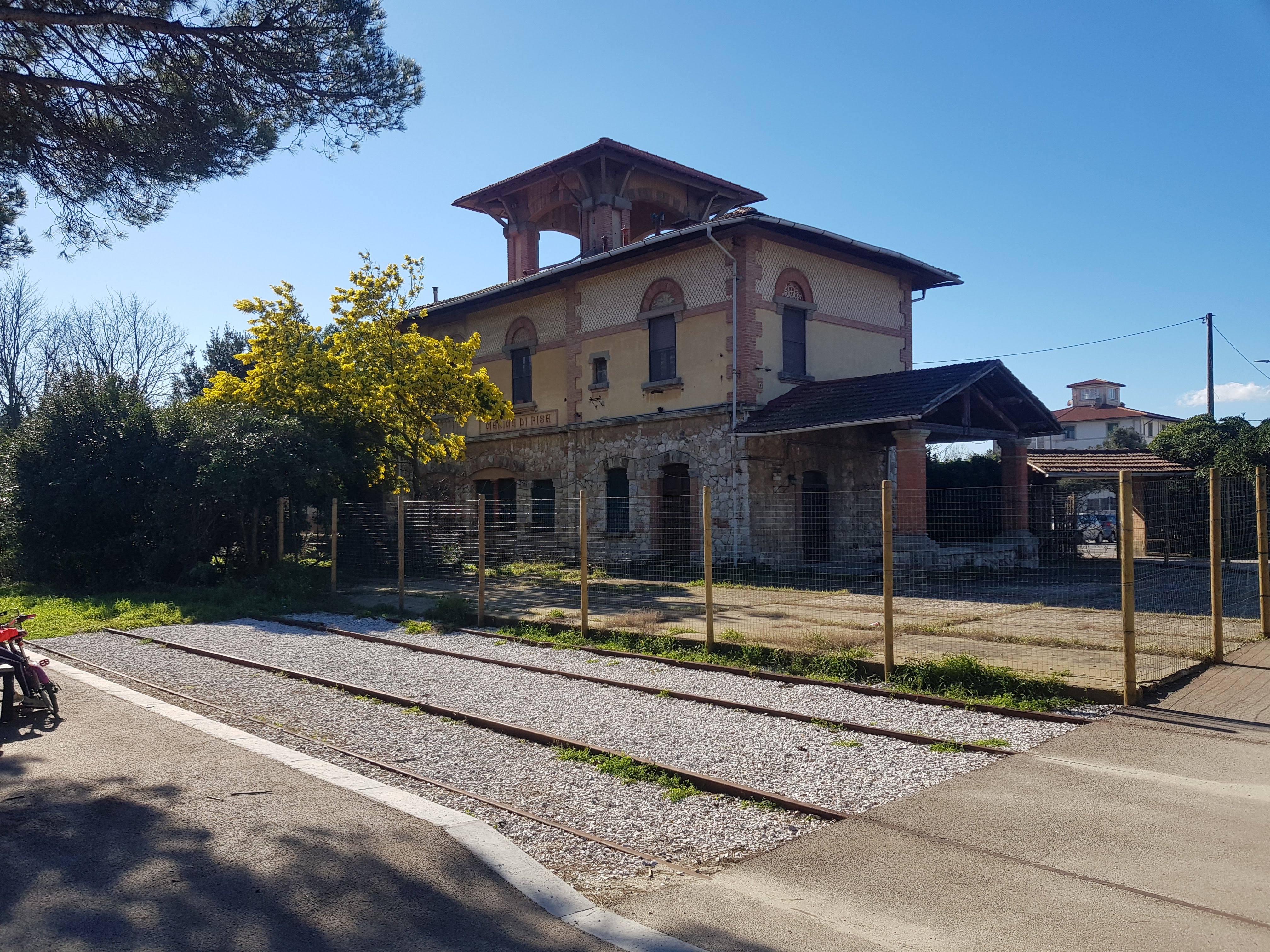
Lato binari della stazione di Marina di Pisa

Superato il periodo bellico il traffico sulla ferrovia si riconfermò elevato, ma l'inadeguatezza del materiale rotabile e delle infrastrutture della linea, unita a una gestione non ottimale degli orari delle corse, iniziarono a incidere sul funzionamento della ferrovia causando l'insorgenza delle prime proposte di soppressione del servizio. Nel 1954 la ACIT (Azienda Consorziale Interprovinciale Trasporti) subentrò alla SAIET nella gestione della linea e riuscì in breve tempo a completare il ripristino della ferrovia sino al capolinea di Livorno Barriera Margherita, dove i convogli tornarono a circolare l'8 agosto dello stesso anno.
Conscia delle notevoli potenzialità della linea, la ACIT propose un piano di ammodernamento e potenziamento della ferrovia che prevedeva, tra le altre cose, lo svecchiamento del materiale rotabile, l'eliminazione di alcuni passaggi a livello e l'ampliamento della stazione di Tirrenia. Approvati nel settembre 1956, i lavori non vennero però avviati a causa della mancanza di fondi. In seguito ad alterne vicende burocratiche, il Ministero dei Trasporti giunse a revocare l'autorizzazione alla messa in atto del piano di ammodernamento imponendo la chiusura della linea e la sua sostituzione con un servizio su gomma. Il 15 settembre 1960 il treno percorse la ferrovia per l'ultima volta.
Immediate furono le proteste dei pendolari e degli abitanti delle zone interessate dal passaggio della ferrovia, che per svariati anni ne chiesero la riattivazione senza mai ottenerla. Il materiale rotabile, rimasto per due anni accantonato presso la stazione di Pisa, fu ceduto alla SEPSA di Napoli e alla MUA di Perugia. Le rotaie furono quasi completamente rimosse, mentre la palificazione senza filo rimane visibile tra la periferia di Pisa e Tirrenia. Le stazioni capolinea sono ancora riconoscibili così come molti dei fabbricati delle fermate intermedie, talvolta riqualificati. Fino al 2019 era ancora visibile il viadotto a 15 luci completo di binario e palificazione che scavalcava la ferrovia Leopolda nella zona industriale di Livorno, rimosso per la costruzione di nuovi raccordi ferroviari.
Nel 2020 è stata inaugurata la ciclopista del Trammino, un percorso ciclabile lungo 12,8 km che sorge in sede protetta e ricalca il percorso della ferrovia dal quartiere pisano di Porta a Mare passando per la vecchia stazione di Marina di Pisa e, attraverso la pineta, fino a Tirrenia.

## Caratteristiche
| Unknown route-map component "exKBHFa" |

| Unknown route-map component "CONTgq" | Unknown route-map component "xKRZu" | Unknown route-map component "CONTfq" |

| Unknown route-map component "exWBRÜCKE1" |

| Unknown route-map component "exBLaq" + Unknown route-map component "exlELC" | Unknown route-map component "exBLeq" + Unknown route-map component "exDST" |  |

| Unknown route-map component "exHST" |

| Unknown route-map component "exBHF" |

| Unknown route-map component "exHST" |

| Unknown route-map component "exHST" |

| Unknown route-map component "exHST" |

| Unknown route-map component "exWBRÜCKE1" |

| Unknown route-map component "exBHF" |

| Unknown route-map component "exHST" |

| Unknown route-map component "exHST" |

| Unknown route-map component "exHST" |

| Unknown route-map component "exBHF" |

| Unknown route-map component "exHST" |

| Unknown route-map component "exHST" |

| Unknown route-map component "exHST" |

| Unknown route-map component "exHST" |

| Unknown route-map component "exBHF" |

| Unknown route-map component "exHST" |

| Unknown route-map component "exHST" |

| Unknown route-map component "exHST" |

| Unknown route-map component "exBHF" |

| Unknown route-map component "exHST" |

| Unknown route-map component "exWBRÜCKE1" |

| Unknown route-map component "exHST" |

| Unknown route-map component "exWBRÜCKE1" |

| Unknown route-map component "CONTgq" | Unknown route-map component "xKRZo" | Unknown route-map component "CONTfq" |

| Unknown route-map component "exHST" |

| Unknown route-map component "exHST" |

| Unknown route-map component "exHST" |

| Unknown route-map component "exBHF" |

| Unknown route-map component "uexCONTgq" | Unknown route-map component "exmCRS" | Unknown route-map component "uexCONTfq" |

| Unknown route-map component "exHST" |

| Unknown route-map component "exHST" |

| Unknown route-map component "exHST" |

| Unknown route-map component "exHST" |

| Unknown route-map component "exHST" |

| Unknown route-map component "exKBHFe" |

La ferrovia era a binario singolo ed era elettrificata a 3000 V in corrente continua. Costruita a scartamento ordinario, era lunga 32,6 km e l'esercizio su di essa era effettuato mediante dirigente unico. Percorribile a una velocità massima di 60 km/h (con alcuni tratti in cui il limite si abbassava a 30 km/h), il tracciato era prevalentemente pianeggiante, con alcune lievi pendenze (approssimativamente del 10,7 per mille) nei pressi della stazione di Pisa e all'ingresso e all'uscita del viadotto a 15 luci che superava la ferrovia Leopolda.

### Percorso
La linea aveva inizio presso la stazione di Pisa Sant'Antonio, situata nell'attuale via Nino Bixio; la ferrovia si dirigeva verso ovest, sottopassava la ferrovia Genova-Pisa e oltrepassava il canale dei Navicelli tramite un ponte in calcestruzzo armato. Dopodiché la linea entrava in sede propria: in località San Giovanni al Gatano la ferrovia superava lo scalo industriale di Pisa, in cui si trovava la sottostazione elettrica. Avanzando parallelamente al fiume Arno, la linea attraversava una zona di campagna alberata raggiungendo le stazioni di San Piero a Grado e Bocca d'Arno, per poi curvare verso sud e allinearsi con il litorale.
Entrata in una fitta pineta demaniale, la linea incontrava le stazioni di Marina di Pisa, Tirrenia e Calambrone, correndo ad appena 400 m dalla spiaggia. Superata la stazione di Calambrone, la ferrovia curvava verso est, attraversava nuovamente il canale dei Navicelli per mezzo di un ponte girevole e oltrepassava la ferrovia Leopolda con un viadotto a 15 luci. A questo punto la linea attraversava la zona industriale di Livorno, piegava verso sud ed entrava nella periferia livornese raggiungendo la stazione di Livorno Barriera Garibaldi. Da qui la ferrovia percorreva i viali cittadini in marciatram centrale fino a raggiungere la stazione terminale di Livorno Barriera Margherita.

## Materiale rotabile

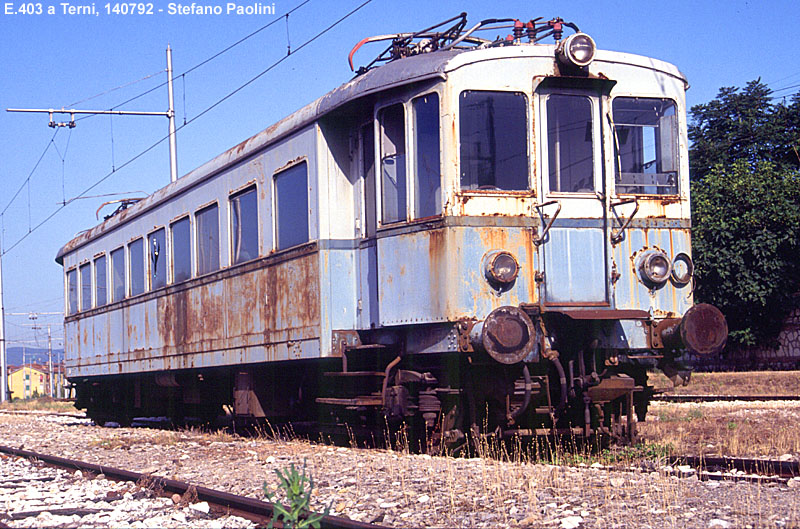
Elettromotrice E.403 della FCU, un tempo in servizio sulla ferrovia Pisa-Tirrenia-Livorno

Sulla linea la STEFET mise inizialmente in circolazione un locomotore elettrico a carrelli, quattro elettromotrici a carrelli e sei carrozze a carrelli; tutti i rotabili furono costruiti dalla ditta Carminati & Toselli in collaborazione con TIBB, fornitore delle parti elettriche. Ad essi si aggiungevano due bagagliai, sette carri a sponde basse, quattro carri a sponde alte e due carri chiusi precedentemente in servizio sulla tranvia Pisa-Marina di Pisa, utilizzati per il trasporto di merci.
Nel 1937 fu acquistata un'automotrice diesel costruita dalla Fiat simile alle ALn FS 56, rispetto alle quali era più corta e disponeva di un solo motore; dopo alcuni anni l'unità venne però spostata sulla tranvia Pisa-Pontedera/Calci. In seguito alla guerra il materiale rotabile a disposizione fu integrato con l'acquisizione, nel 1946, di cinque carri merci chiusi in precedenza appartenenti all'esercito americano, oltre a sette carrozze a due assi acquistate dalle Strade Ferrate Biellesi nel 1952.
Sulla ferrovia circolarono anche numerosi rotabili noleggiati: dal 1937 sino alla chiusura della linea furono utilizzate carrozze Centoporte serie Cz 36.000 di proprietà delle FS, mentre nel 1947 prestarono servizio tre locomotive a vapore (una gruppo 625 e due gruppo 875), anch'esse provenienti dalle FS. Tra il 1946 e il 1948 furono inoltre noleggiate due automotrici FS ALn 40, mentre si ha notizia anche del prestito di una locomotiva a vapore proveniente dalle FTN.

### Tabella di sintesi
| Tipo                 | Unità         | Anno di acquisizione | Costruttore | Note |
| -------------------- | ------------- | -------------------- | ----------- | --- |
| Elettromotrici       | AEz 401 ÷ 404 | 1931-32              | C&T-TIBB    | Tre unità cedute alla SEPSA e ricostruite dalla SACFEM come complessi bloccati; la restante venduta alla MUA |
| Locomotiva elettrica | LEDz 201      | 1931-32              | C&T-TIBB    | Ceduta alla SEPSA                                                                                            |
| Automotrice Diesel   | ANz 601       | 1937                 | Fiat        | Ceduta alla SEPSA                                                                                            |